# Astragalus hsinbaticus
Astragalus hsinbaticus är en ärtväxtart som beskrevs av Pei Yun Fu och Y.A.Chen. Astragalus hsinbaticus ingår i släktet vedlar, och familjen ärtväxter. Inga underarter finns listade i Catalogue of Life.